# Ataeniobius toweri
Ataeniobius toweri és una espècie de peix de la família dels goodèids i de l'ordre dels ciprinodontiformes.

## Morfologia
- Els mascles poden assolir 7 cm de longitud total i les femelles 10.[1][2]

## Hàbitat
És un peix d'aigua dolça, de clima tropical (22 °C-30 °C) i demersal.
Es troba al riu Verde (estat de San Luis Potosí, Mèxic).

## Observacions
És inofensiu per als humans.